# Synagoga millipalus
Synagoga millipalus is een kreeftachtigensoort uit de familie van de Synagogidae. De wetenschappelijke naam van de soort is voor het eerst geldig gepubliceerd in 1995 door Grygier & Ohtsuka.